# Un nid de gentilshommes (film, 1969)
Pour les articles homonymes, voir Un nid de gentilshommes.
Pour plus de détails, voir Fiche technique et Distribution.
Un nid de gentilshommes ou Le Nid des gentilshommes (Дворянское гнездо, Dvoryanskoe gnezdo) est un film soviétique réalisé par Andreï Kontchalovski, sorti en 1969.
Il s'agit d'une adaptation du roman d'Ivan Tourgueniev, Nid de gentilhomme (1859).

## Fiche technique
- Titre français : Un nid de gentilshommes ou Le Nid des gentilshommes[1],[2]
- Titre original russe : Дворянское гнездо, Dvoryanskoe gnezdo[3],[4]
- Photographie : Georgi Rerberg
- Musique : Viatcheslav Ovtchinnikov
- Décors : Alexandre Boïm, Nikolaï Dvigubski, Mikhail Romadin
- Montage : L. Pokrovskaia